# Chrysopilus xizangensis
Chrysopilus xizangensis är en tvåvingeart som beskrevs av Yang 1991. Chrysopilus xizangensis ingår i släktet Chrysopilus och familjen snäppflugor.
Artens utbredningsområde är Tibet. Inga underarter finns listade i Catalogue of Life.